# Font dels Bullidors (Caldes de Malavella)
La font dels Bullidors és una font d'aigua termal que permetia l'abastament dels banys romans. La temperatura de sortida de l'aigua és pròxima a 60º. A l'ús domèstic inicial, l'aigua d'aquesta font es va començar a comercialitzar per a l'embotellament el 1902 amb el nom de Vichy Caldense. Al cap de poc temps passà a anomenar-se Agua Xala fins que el 1912, va canviar el nom que encara conserva d'Agua Imperial
El procés de recuperació de les termes romanes de Caldes el devem a la figura de l'industrial Pau Estapé i Maristany (1845-1918) qui al principi de la dècada dels noranta del segle xix inicià la seva intervenció a Caldes, on intentà prendre el control de la font dels Bullidors per tal de comercialitzar-ne les aigües. Per aquella època les aigües de Caldes ja havien adquirit un cert prestigi mercès a la tasca difusora iniciada pel doctor Modest Furest (1852-1939), propietari de la veïna font de Vichy Catalán, al puig de les Ànimes.
De fet, Estapé seguí els passos de Modest Furest, tant pel que fa a l'aprofitament d'aigües –amb la voluntat de convertir l'explotació en un balneari– com al nom de l'explotació (Vichy Caldense) i a l'encàrrec d'un estudi historicocientífic de la font a prestigiosos especialistes. Alhora, tal com Modest Furest havia fet amb el geòleg Lluís M. Vidal, Estapé va encarregar la part geològica al deixeble de Vidal, mossèn Norbert Font i Sagué. La memòria contenia, a més, els resultats de l'excavació del jaciment romà adjacent que havia dirigit el mateix Norbert Font.
Tanmateix, Estapé anà més enllà i decidí convertir les restes romanes dels Bullidors en la bandera del seu producte i no en un mer element més. D'aquí que promogués l'excavació, conservació i adequació per a la visita de les termes romanes de Caldes, alhora que les convertia en el logotip de la seva empresa.